# Juillet 1781

## Événements
- 6 juillet : victoire britannique à la bataille de Greenspring Farm[1].

- 11 juillet, États-Unis : Thomas McKean est élu Président du Congrès continental.

- 21 juillet : combat naval en vue de Louisbourg[2].

- 23 juillet : une escadre espagnole part de Cadix pour reconquérir Minorque. La flotte franco-espagnole couvre le débarquement des troupes de Crillon qui s’emparent de Minorque après quatre mois de combats contre les Britanniques (5 février 1782)[3].

## Naissances
- 5 juillet : Thomas Stamford Raffles (mort en 1826), militaire et naturaliste britannique(† 5 juillet 1826).
- 25 juillet : Merry-Joseph Blondel, peintre français († 12 juin 1853).

## Décès
- 7 juillet : François-César Le Tellier de Courtanvaux (né en 1718), militaire et scientifique français.
- 18 juillet : Padre Francisco Garcés, missionnaire espagnol assassiné.